# دونالد فورد
 دونالد فورد (انگلیسی: Donald Ford؛ زادهٔ ۲۵ اکتبر ۱۹۴۴) یک بازیکن فوتبال اهل اسکاتلند است.